# CWIX

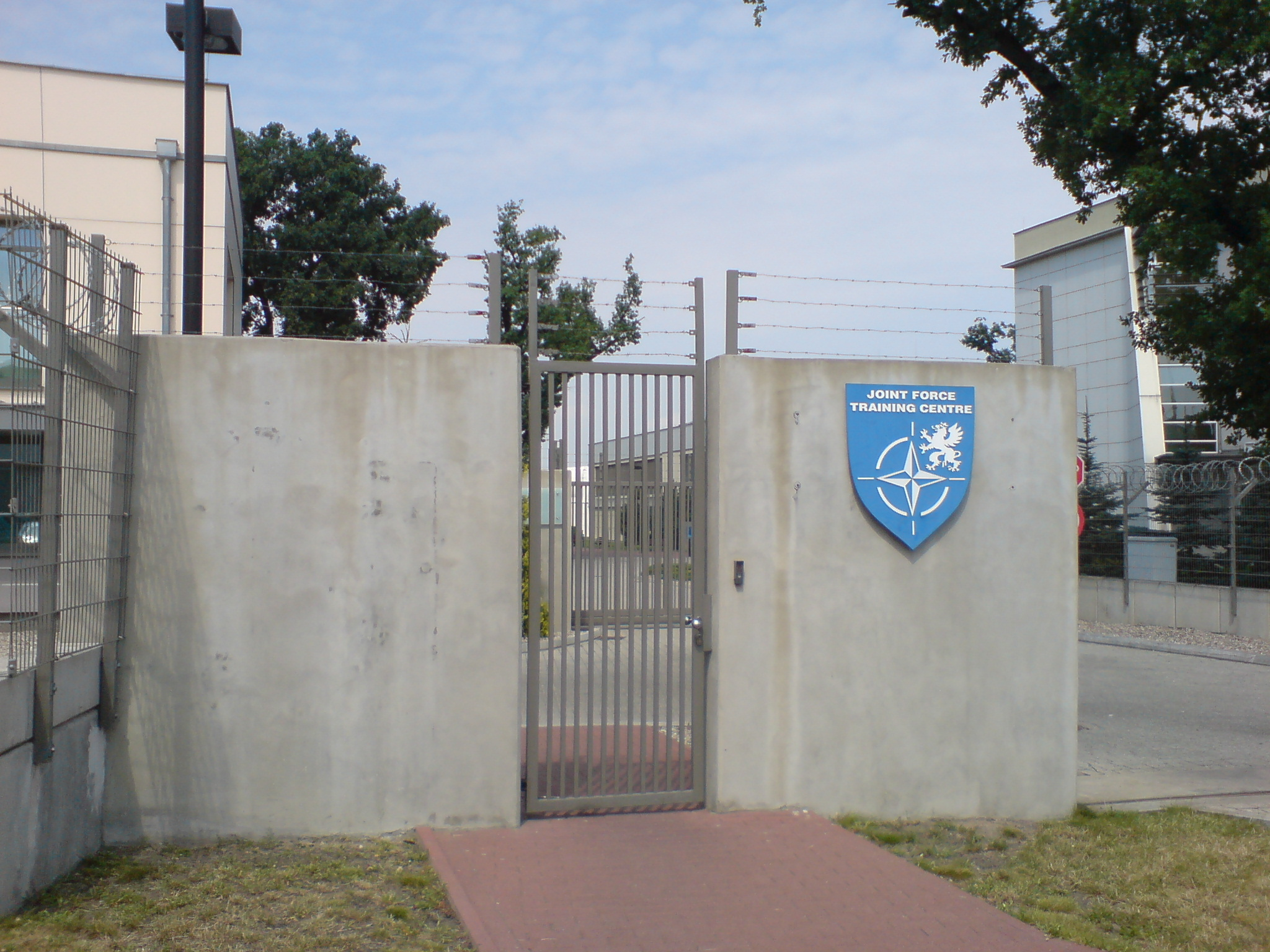
Загальновидовий центр бойової підготовки НАТО у м. Бидгощ (Республіка Польща)

CWIX (англ. Coalition Warrior Interoperability eXercise) — серія щорічних, багатонаціональних навчань НАТО та країн-партнерів з відпрацювання взаємосумісності, проведення випробувань нових технологій телекомунікацій, кіберзахисту та інших технічних рішень і відповідних операційних сценаріїв їх бойового застосування.
Навчання CWIX проходять щоліта у тренувальному центрі Joint Force Training Centre (м. Бидгощ, Республіка Польща).

## Хроніки
За різними даними у 2018 році в навчаннях CWIX-2018 брали участь понад 1000 представників з 32 країн (зокрема, й України), які провели понад 4000 різнопланових тестів, у тому числі адитивних технологій, засобів програмно реконфігурованого радіо (наприклад, за проєктом ESSOR) тощо.
До навчань CWIX-2019, що проходили 22 — 30 червня 2019 р., було залучено понад 1500 представників з 32 країн. В ході навчань відпрацьовувалися технології Федеративної мережі місій.
CWIX-2020 через світову пандемію, викликану коронавірусом, вперше проходили у розосередженому, віртуальному режимі у період з 8 по 26 червня 2020 р.